# Comté de Winona
Pour les articles homonymes, voir Winona (homonymie).
Le comté de Winona est situé dans l’État du Minnesota, aux États-Unis. Il comptait 49 985 habitants en 2000. Son siège est Winona.